# Feminismo masculino
O feminismo masculino é a corrente do feminismo integrada por homens que procuram a igualdade com as mulheres, analisando não só como o patriarcado pode lhes privilegiar, assim como lhes influencia e pode restringir suas próprias vivências e liberdades.
Os homens feministas, aliados do feminismo ou homens igualitários são aqueles homens que trabalham ativamente em pró da igualdade de gênero.
Desde o século XIX, os homens têm participado em respostas culturais e políticas feministas significativas dentro da cada onda do movimento. Isto inclui tratar de estabelecer iguais oportunidades nas relações sociais com as mulheres, especialmente através do questionamento da própria mordomia masculina.
Desde o ativismo e a academia considera-se que a libertação masculina desde uma perspectiva feminista é uma parte essencial e necessária para acabar com o sexismo e os papéis de género.